# Eugène Feyen

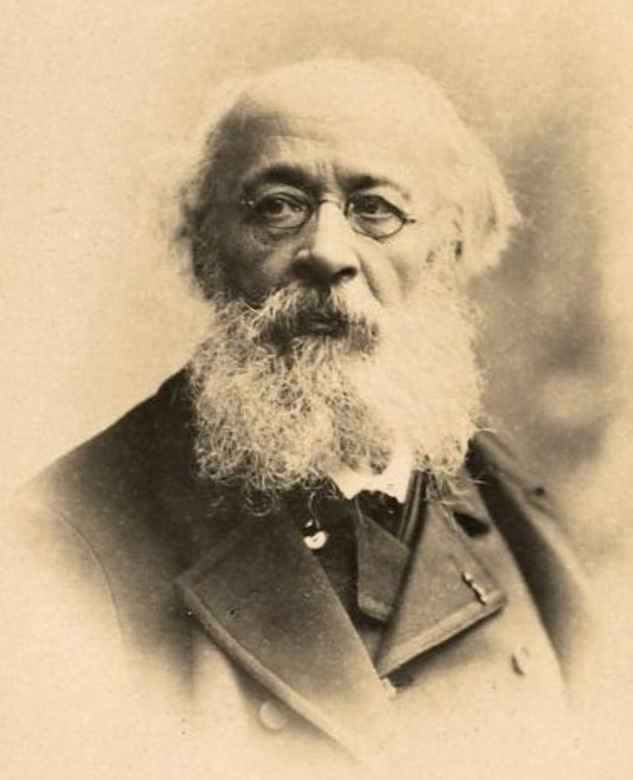
Fotografiado hacia 1900 por Eugène Pirou

Jacques-Eugène Feyen (Bey-sur-Seille, 1815-París, 1908) fue un pintor francés.

## Biografía
Discípulo de Paul Delaroche, se estableció en Nancy, donde residió hasta 1870. Desde esta fecha se dedicó casi exclusivamente a pintar escenas de la vida marítima, siguiendo el ejemplo de su hermano Augustin Feyen-Perrin. En 1866 obtuvo una primera medalla en el Salón de París por su lienzo Músicos callejeros.
La Enciclopedia Espasa cita como obras suyas Episodio de la invasión de 1815, Comida de la Sagrada Familia, El Petit Chaperon rojo, La Fábula y la Verdad, Al borde del agua, Leda, Paseo en el parque, Las regatas de Cancale, La caravana de Cancale, Espigadoras del mar, La toilette de los cancaleses después de la pesca, La bahía de Cancale en día de gran marea, Regreso de las pescadoras cancalesas, La comida en casa de un pescador y Salina en la península Guerandaine.

## Galería

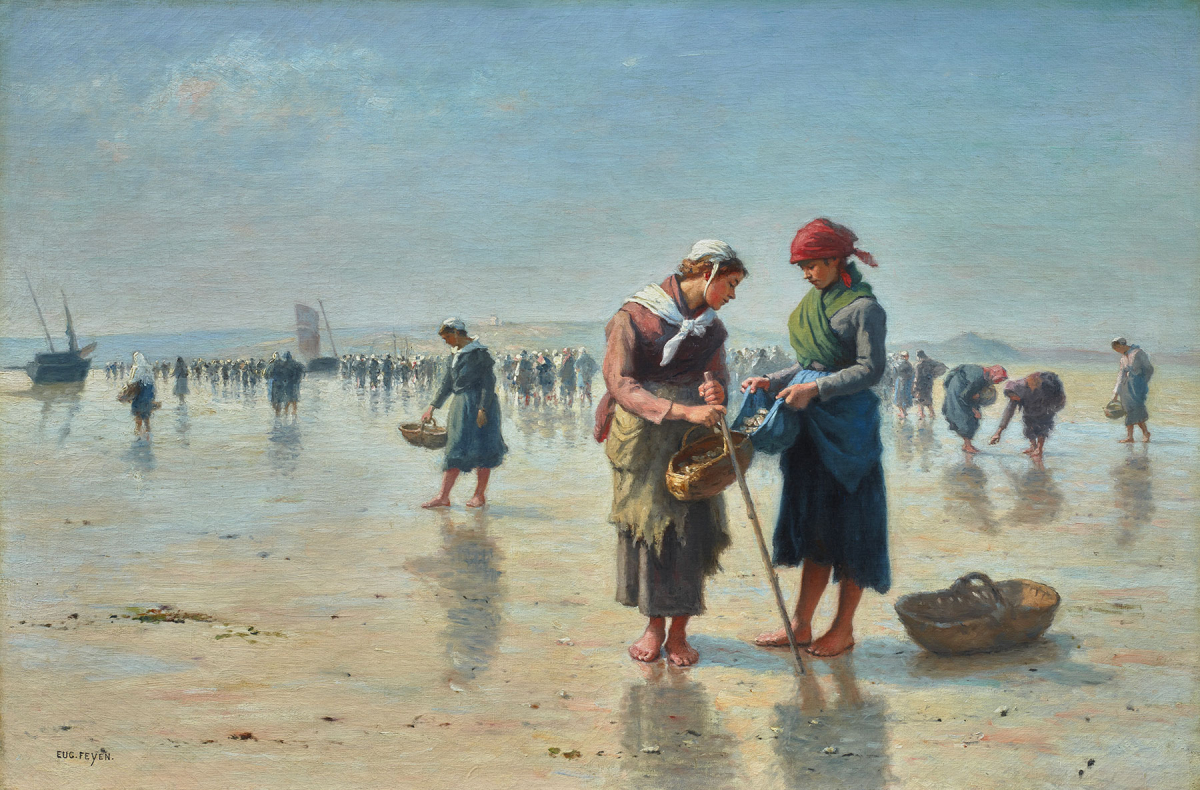
La plage à Cancale
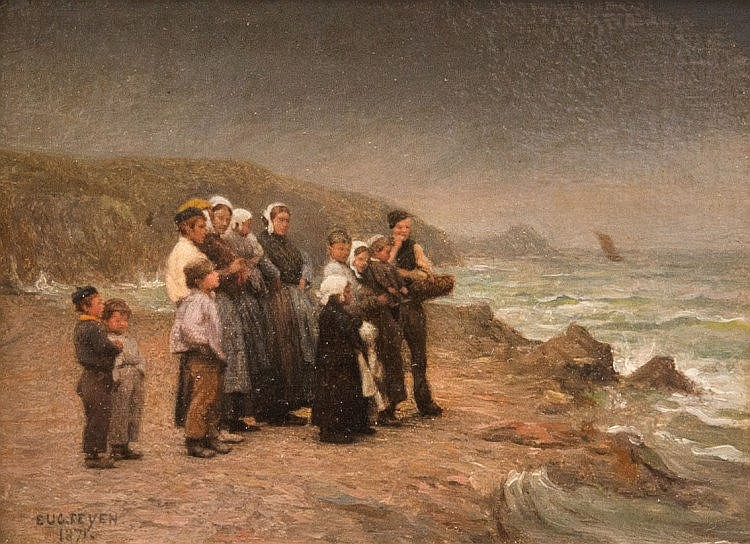
Un gros temps
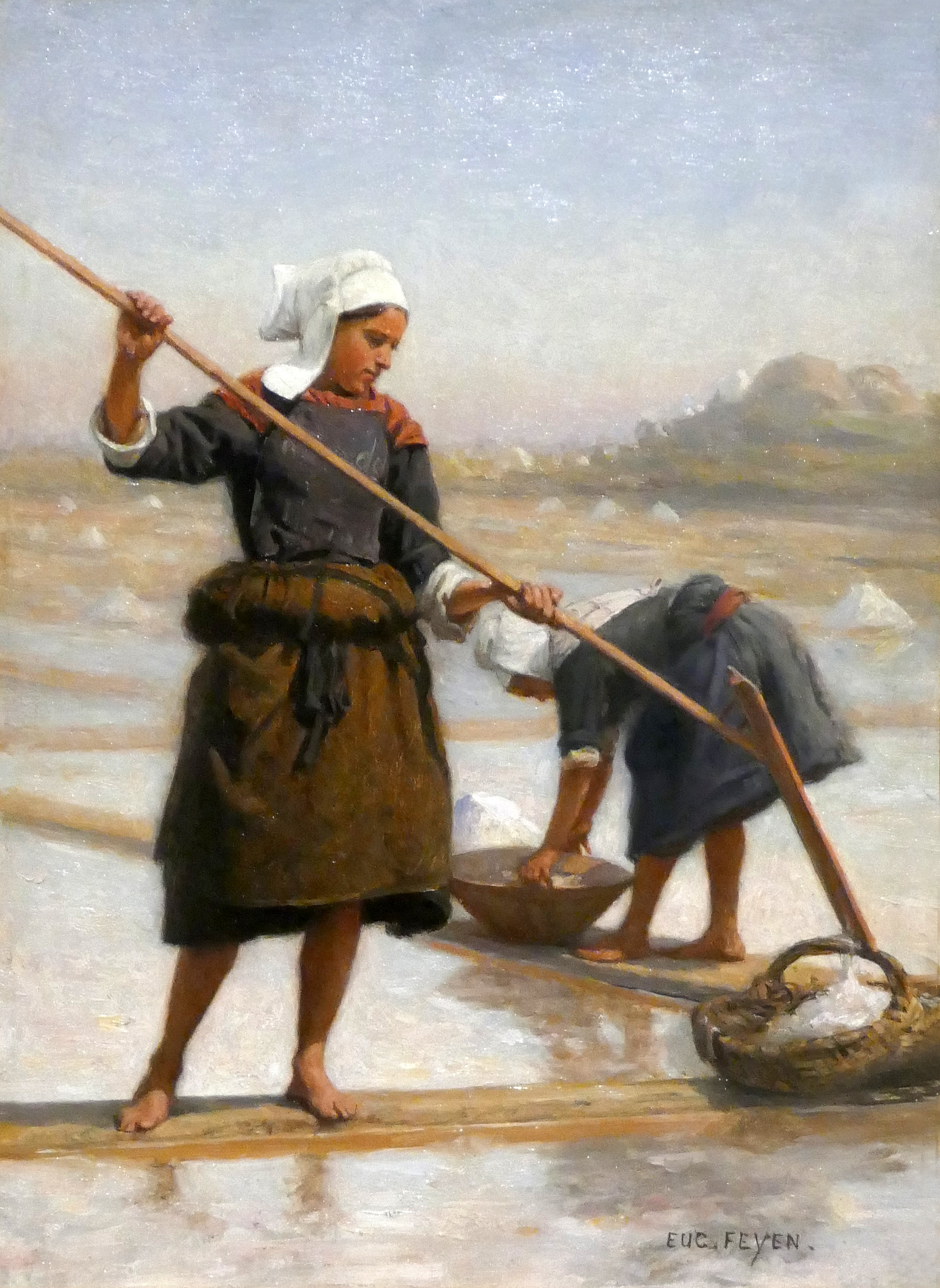
Les paludières